# Риналдо
„Риналдо“ (Rinaldo) е опера от Георг Фридрих Хендел. Либретото е написано от Джакомо Роси през 1711 г. 
Сюжетът с любов, битки и изкупление във времето на Първия кръстоносен поход се основава на националната героична епопея „Освободеният Йерусалим“ от Торкуато Тасо. Премиерата е в Лондон на 24 февруари 1711 г.
Това е първата опера на италиански език, написана специално за лондонска сцена. Тя постига голям успех сред публиката въпреки отрицателните реакции на критиката, враждебно настроена към италианската мода в английските театри.
Хендел бързо композира Риналдо, като заема и адаптира музика от опери и други произведения, които той е композирал по време на дълъг престой в Италия в годините 1706 – 10, през които той си създава значителна репутация. В годините след премиерата той прави множество промени в партитурата. Риналдо се счита от критиците за една от най-големите опери на Хендел. От отделните си номера арията на сопрано Lascia ch'io pianga се превръща в особен фаворит и е популярно концертно произведение.
Хендел доминира операта в Англия в продължение на няколко десетилетия. Риналдо се възражда редовно в Лондон до 1717 г. и в преработена версия през 1731 г . От всички опери на Хендел Риналдо тя е най-често изпълняваната през живота му. След 1731 г. обаче операта не се поставя повече от 200 години. Подновеният интерес към бароковата опера през 20-и век доведе до първата модерна професионална постановка в родното място на Хендел, Хале, Германия, през 1954 г. Операта е представяна спорадично през следващите тридесет години. След успешното представяне в Метрополитън опера в Ню Йорк през 1984 г. представленията и записите на произведението зачестяват по цел свят. Риналдо е първата опера на Хендел, намерила пътя си към Метрополитен.